# Великолісівецька сільська рада
Великолісівецька сільська рада (до 2010 року — Великолісовецька сільська рада) — колишня адміністративно-територіальна одиниця та орган місцевого самоврядування у Попільнянському районі Білоцерківської округи, Київської та Житомирської областей УРСР та України з адміністративним центром у с. Великі Лісівці.

## Населені пункти
Сільській раді підпорядковувалось с. Великі Лісівці.

## Населення
Відповідно до результатів перепису населення СРСР, кількість населення ради, станом на 12 січня 1989 року, становила 505 осіб.
Станом на 5 грудня 2001 року, відповідно до перепису населення України, кількість мешканців сільської ради становила 432 особи.
Станом на 1. квітня 2025 року, відповідно до перепису населення України, кількість мешканців сільської ради становила 125 людей.

## Склад ради
Рада складалась з 12 депутатів та голови.

## Історія
Створена 1923 року, з назвою Великолісовецька, в с. Великі Лісівці Попільнянської волості Сквирського повіту Київської губернії. 7 березня 1923 року увійшла до складу новоствореного Попільнянського району Білоцерківської округи.
Станом на 1 вересня 1946 року та 1 січня 1972 року сільрада входила до складу Попільнянського району Житомирської області, на обліку в раді перебувало с. Великі Лісівці.
18 березня 2010 року, відповідно до рішення Житомирської обласної ради, перейменована на Великолісівецьку.
Припинила існування 29 грудня 2016 року через об'єднання до складу Попільнянської селищної територіальної громади Попільнянського району Житомирської області.